# Gregorio X
Gregorio X (en latín Gregorius PP. X), de nombre secular Teobaldo Visconti (Piacenza, c. 1210-Arezzo, 10 de enero de 1276), fue el papa 184.º de la Iglesia católica desde el 1 de septiembre de 1271 hasta su muerte el 10 de enero de 1276. Miembro de la Orden Franciscana Seglar, fue elegido tras una elección papal que se desarrolló entre 1268 y 1271, la más larga en la historia de la Iglesia católica.
Convocó al Concilio de Lyon II y también hizo nuevas regulaciones con respecto a los cónclaves papales. Aunque fueron anuladas brevemente por sus sucedores Adriano V y Juan XXI, estas regulaciones continuaron vigentes hasta el siglo XX, cuando fueron modificadas por Pablo VI.
El papa Clemente XI lo beatificó en 1713 después de la confirmación de su culto.

## Primeros años
Nacido Teobaldo Visconti,  miembro de la Casa de Visconti de Piacenza, nació alrededor de 1210.
Probablemente, su carrera eclesiástica empezó luego de integrarse a la familia del cardenal cisterciense Giacomo de Pecorari, obispo de Palestrina entre 1231 y 1244, que también provenía de Piacenza. Visconti fue atraído por la reputación de santidad que rodeaba al cardenal: había sido elegido abad de Trois-Fontaines del Condado de Champaña. Visconti se convirtió en el Oeconomus o Mayordómo del cardenal y, por lo tanto, estaban en constante presencia.
En 1235, Pecorari fue nombrado legado apostólico del Papa Gregorio IX, ocupando el cargo en Lombardía entre 1236 y 1237; y luego en el Condado de Provenza, en Francia y en el Sacro Imperio entre 1239 y 1241. Mientras se encontraba en Provenza, Visconti conoció a importantes clérigos y laicos franceses. Era canónigo de la basílica de san Antonino en 1239, época en que volvió a Piacenza para dirigir negocios del cardenal.
Luego regresó con Pecorari, cuya nueva misión en Francia fue en realidad predicar una cruzada contra Federico II Hohenstaufen, emperador del Sacro Imperio Romano Germánico, quien nuevamente estaba en guerra con el papa Gregorio IX. A principios de 1239, Gregorio había vuelto a excomulgar al Emperador, y cada uno había exigido un concilio ecuménico para resolver sus diferencias. El papa estaba dispuesto, pero planeó que el concilio se reuniría bajo sus auspicios y en el territorio de los Estados pontificios, trayendo a Roma a todos los enemigos de Federico. Fue en este punto que, en 1240, Visconti también se convirtió en canónigo de la Catedral de Lyon, a pedido del resto de los canónigos al Cardenal Pecorari cuando se produjo una vacante allí. El concilio ecuménico del papa Gregorio nunca tuvo lugar, y el papa murió el 22 de agosto de 1241.
La búsqueda de un sucesor para Gregorio IX llevó más de dos meses. El nuevo Papa, Celestino IV, que estaba viejo y enfermo, sobrevivió a su elección solo 17 días, muriendo el 10 de noviembre de 1241. Sin embargo, el que debió ser el segundo cónclave de 1241 no tuvo lugar durante algún tiempo. Los cardenales que estaban en Roma a la muerte del Papa, después de haber sufrido un maltrato considerable durante la sede vacante del 22 de agosto al 25 de octubre de 1241, no querían soportar nuevamente este apremio, por lo que se dispersaron de inmediato. Solo media docena de los 12 cardenales permanecieron en la ciudad. No fue sino hasta junio de 1243 que todos los cardenales, reunidos en Anagni y no en Roma, eligieron al cardenal Sinibaldo Fieschi de Génova como el papa Inocencio IV. En 1243, cuando murió el obispo de Piacenza, Inocencio IV le ofreció el puesto al archidiácono Teobaldo, quien se negó, prefiriendo seguir en compañía del cardenal Pecorari. Sin embargo, este último moriría en Roma el 25 de junio de 1244.

## Vida en Francia y Acre

### Carrera eclesiástica en Lyon y Lieja
Tras la muerte de su patrón y modelo espiritual, Visconti decidió no permanecer más tiempo en la Curia romana, planeando viajar a París, donde estudiaría teología. Sin embargo, cuando llegó a Lyon, fue recibido por el arzobispo electo, Philippe, quien le pidió que fuera el dominus y el magister de la casa arzobispal. Visconti inicialmente se negó pero, tras las insistencias del Arzobispo, finalmente aceptó el cargo.

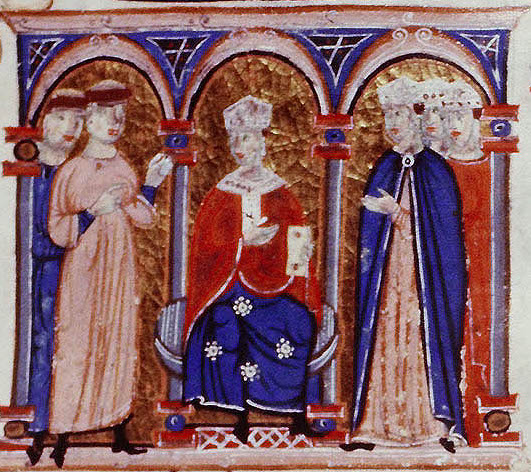
El Primer Concilio de Lyon (en la imagen) fue convocado, entre otros objetivos, para deponer a Federico II Hohenstaufen de su título de emperador. Visconti participaría en las sesiones conciliares.
Miniatura medieval anterior a 1278, Departamento de Colecciones Especiales de la Biblioteca de la Universidad de Siracusa.

En julio de 1244, el emperador Federico II obligó a Inocencio IV a huir de Roma, quien viajó primero a su natal Génova, y luego se dirigió a Lyon, donde concibió la idea de un nuevo concilio ecuménico. Visconti ayudó a organizarlo, y el concilio acabó por celebrarse entre junio y julio de 1245. Durante las sesiones conciliares, Visconti se familiarizó con personas como Buenaventura de Fidanza, Tomás de Aquino, Gui Foucois, Pierre de Tarentaise y Matteo Rosso Orsini, todos los cuales fueron activos participantes en el concilio. Visconti fue nombrado arcediano de Heinault en la diócesis de Lieja el 9 de septiembre de 1246, tal vez como recompensa por sus servicios. Fue instruido por el papa Inocencio para predicar la cruzada para la recuperación de Tierra Santa. Tal predicación tenía más un carácter financiero que espiritual, ya que tanto los cruzados como el papado estaban desesperados por recaudar fondos.  Visconti no pudo hacer mucho más que predicar, ya que todavía no era sacerdote.
La época de Visconti en Lieja evidentemente no fue feliz. El obispo a quien había conocido en el Concilio de Lyon, Roberto de Thourotte, murió después de una breve enfermedad, el 16 de octubre de 1246:  y en la época en que había sido nombrado para el cargo, había habido una pugna por la sede episcopal con el Rector de la Universidad de Utrecht, candidato de Federico II, quien había intentado usurpar el puesto, y el papa resolvió ordenar al cardenal Pecorari que interviniera y prohibiera una elección hasta que los canónigos de la catedral pudieran reunirse con él. Como Thourotte fue finalmente elegido con base en un acuerdo, a su muerte ocurrió una situación similar: dos candidatos se disputaban el puesto, y el cardenal Pietro Capocci fue enviado a resolver las elecciones. Como Visconti era canónigo y archidiácono, estuvo directamente involucrado. El 10 de octubre de 1247, fue elegido obispo Enrique de Güeldres, hombre mundano y hermano de Otón II, conde de Güeldres, que ni siquiera estaba ordenado. De hecho, durante los siguientes doce años, no fue ordenado sacerdote ni consagrado obispo. El nuevo obispo electo y su archidiácono inmediatamente tuvieron problemas con la conducta de Visconti en su cargo mientras estaba ausente en París, un problema que no se resolvió hasta fines de 1250.
Finalmente, en 1258, Enrique de Güeldres fue consagrado y, a la vez, fue elegido abad del famoso monasterio de Stavelot. Sin embargo, Enrique siguió con su antigua vida de militar, lo que lo llevó a enfrentarse con Visconti. Un día de ese año, Enrique fue atacado por un hombre armado que afirmaba que el prelado había violado a su hija; Visconti, que estaba presente, protegió al obispo con su cuerpo y le salvó la vida. Pero, inmediatamente después, se volvió hacia el prelado y lo reprendió duramente por su comportamiento inmoral. Enrique, furioso, golpeó a Visconti con fuerza en los costados, causándole una grave hernia inguinal que luego le causaría una molestia constante. En consecuencia, pocos días después, Teobaldo abandonó Lieja, y se dice que emprendió una peregrinación a Tierra Santa.  En realidad viajó a París, donde reanudó su plan, largamente pospuesto, de estudiar teología. Durante este tiempo se hizo amigo del rey Luis IX.

### Legado papal en Acre
Visconti dejó Francia en 1267 para viajar al Reino de Inglaterra, por orden del Papa Clemente IV, para ayudar al cardenal Ottobono Fieschi, quien había sido nombrado legado papal en aquella zona para apoyar al rey Enrique III en la segunda guerra de los Barones, que lo llevó a enfrentarse a Simón de Montfort, VI conde de Leicester. Fue durante esta tarea que Teobaldo se hizo amigo del Príncipe Eduardo, con quien se fue a la Novena cruzada. El cardenal Fieschi regresó a Viterbo y participó en el cónclave de 1268, tras la muerte del Papa Clemente. Eduardo salió de Inglaterra el 24 de junio de 1268, siguió a Luis IX a Túnez y finalmente llegó a San Juan de Acre el 9 de mayo de 1271. Allí Visconti hizo de legado papal por algunos meses, donde recibiría a los viajeros venecianos Maffeo y Niccolò Polo, y el hijo de este último, Marco, quienes se encontraban ad portas de realizar un viaje a Asia Oriental, específicamente a la corte de Kublai Khan.

## Papado

### Elección
Visconti fue elegido para suceder al papa Clemente IV el 1 de septiembre de 1271, luego de que el cargo estuvo vacante durante dos años y nueve meses, debido a las divisiones entre los cardenales. El Colegio Cardenalicio, reunido en el Palacio Papal de Viterbo donde había muerto el papa Clemente en noviembre de 1268, se dividió en partes iguales entre los cardenales franceses e italianos. Los franceses querían un papa de su propio país, influenciado por Carlos de Anjou, el hermano menor del rey Luis IX de Francia, quien había sido investido con el trono de Sicilia por Clemente. Carlos también había intrigado con éxito para ser elegido senador de Roma, e intervino repetidamente en los asuntos políticos de toda la península italiana; a tal punto que ni el propio Clemente se había atrevido a coronarlo por la oposición del gobierno gibelino hacia él.

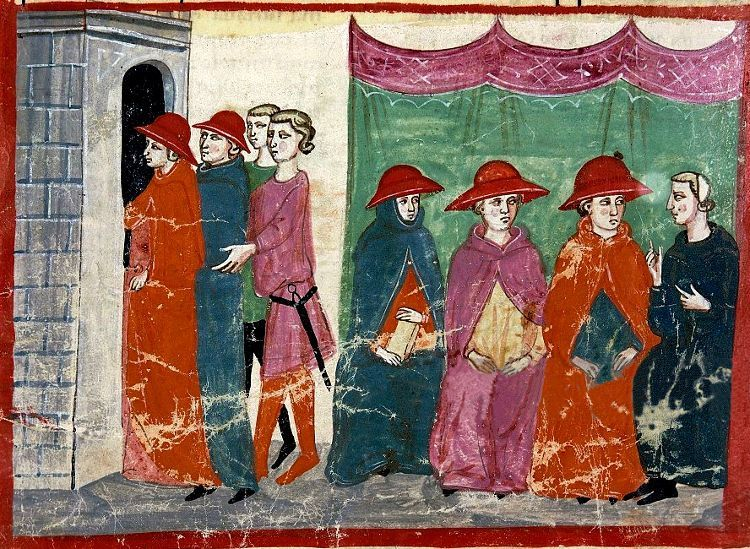
El más famoso de los cónclaves realizados en Viterbo fue el que ocurrió entre 1268 y 1271, donde dos facciones de cardenales se enfrentaron en la elección del Papa durante casi tres años. En la sección izquierda de la miniatura, se aprecia el encierro de los cardenales en el palacio episcopal por el pueblo de Viterbo; a la derecha, las discusiones de los cardenales.
Nuova Cronica, manuscrito BAV Chigiano L VIII 296, conservado en la Biblioteca Vaticana.

El punto muerto ni siquiera se rompió cuando los ciudadanos de Viterbo encerraron a los cardenales en el palacio episcopal donde se reunían, y finalmente arrancaron parte del techo del edificio. Finalmente, en agosto de 1271, los Cardenales decidieron nombrar un comité, tres de ellos de cada lado, para negociar un acuerdo. Sin embargo, los seis no lograron su objetivo, por lo que decidieron mirar fuera de sus filas, acordando nombrar a Visconti. Su decisión fue ratificada por todos los cardenales el 1 de septiembre. Esta fue una victoria, de hecho, para la facción de tendencia francesa, ya que Visconti tenía fuertes conexiones con Francia y su sobrino, Vicedomino de Vicedominis, oriundo de Piacenza y arzobispo de Aix en Provenza, había sido seguidor y asesor de Carlos de Anjou desde que llegó a Italia.

### Coronación y diplomacia con el Imperio chino

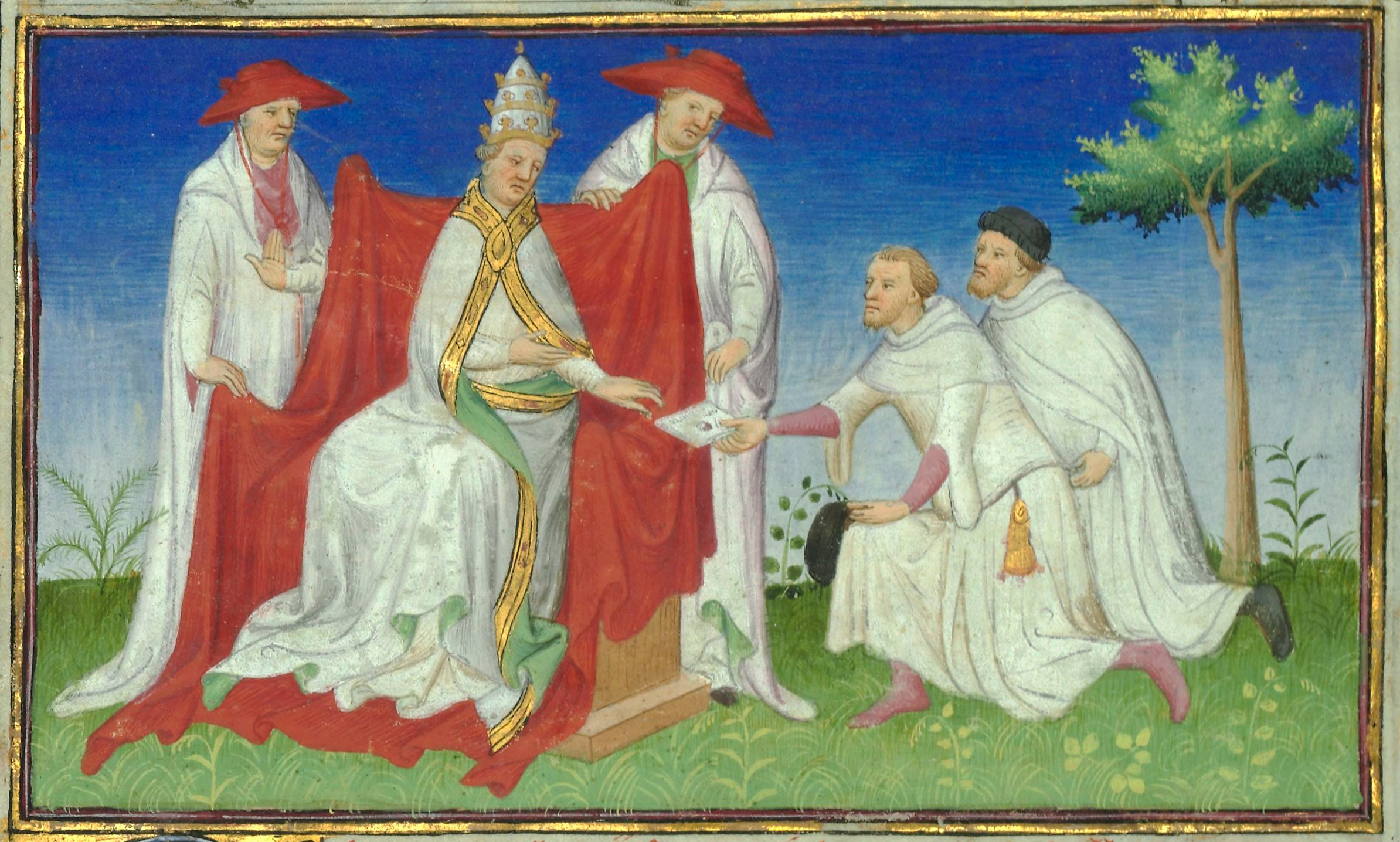
Niccolò y Maffeo Polo con Gregorio X.
El Libro de las Maravillas, edición del, Biblioteca Nacional de Francia.

La elección de Visconti, después de una disputa de 2 años y 9 meses, fue una completa sorpresa para él, ya que tuvo lugar mientras estaba involucrado en la nueva cruzada que se estaba llevando a cabo en Acre. No queriendo abandonar su misión, su primera acción al enterarse de su elección, fue enviar llamamientos de ayuda a los cruzados. En su último sermón en Acre, justo antes de zarpar hacia Italia, comentó citando el Salmo 137: "si te olvido, oh Jerusalén, que mi mano derecha olvide su astucia". Poco antes de viajar, otorgó nuevas credenciales a los hermanos Polo, que volvieron a Acre luego de saber la noticia de la elección de Visconti. El nuevo Papa solo podía prescindir de dos frailes, en contra de los cien sacerdotes pedidos por el emperador oriental, y algo de aceite de lámpara del Santo Sepulcro. Los frailes se volvieron poco después de que la expedición marchara a Mongolia. Los Polo remitieron el aceite del Papa a Kublai Khan en 1275.
Poco después, Visconti emprendió el viaje a Italia, ya que había sido convocado por los cardenales para aceptar la elección en sus manos. El 1 de enero de 1272, Visconti llegó a Bríndisi, y se trasladó a Viterbo, el lugar de la elección, donde los cardenales lo esperaban a principios de febrero de 1272. En alguna fecha desconocida, aceptó su elección como Papa, pero aun tenía cuidado de llamarse así mismo como «episcopus electus».
El 13 de marzo de 1272, entró en Roma con toda la Curia romana. Debió ser ordenado sacerdote el 19 de marzo, y luego consagrado obispo y coronado el 27 de marzo en la Basílica de San Pedro con el nombre de Gregorio X.

### Segundo Concilio de Lyon

#### Preparación y objetivos
A su llegada a Roma en 1272, su primer acto fue cumplir el deseo de Gregorio IX y convocar un concilio ecuménico. Dos días después de su coronación, Gregorio X envió una carta al rey Eduardo I de Inglaterra, invitándolo a un consejo general sobre el tema de Tierra Santa, a partir del 1 de mayo de 1274.
Gregorio dejó Orvieto el 5 de junio de 1273 y, posteriormente, se alojó en el Palazzo Mozzi, el palacio de la familia Mozzi en Florencia, mientras ayudaba a la ciudad para pacificar las luchas entre los güelfos y los gibelinos, antes de seguir camino a Francia.
Llegó a Lyon a mediados de noviembre de aquel año. No todos los cardenales lo siguieron: Gregorio señala en una carta al rey Eduardo, fechada el 29 de noviembre, que los cardenales Riccardo Annibaldi y Giovanni Orsini todavía se encontraban en Roma y que se les había ordenado encontrar un lugar seguro como prisión para Guido de Montfort. Los dos cardenales eran enemigos hereditarios y buscaban tener un control efectivo el uno del otro. Ninguno de los dos estuvo presente en la apertura del Concilio de Lyon. Gregorio mismo tuvo una reunión inmediata con el rey Felipe III de Francia, con quien se estaba escribiendo desde su adhesión. Las reuniones conciliares fueron evidentemente bastante armoniosas y exitosas, ya que Felipe cedió al Papado el Condado Venesino.

#### Desarrollo y reforma
El Segundo Concilio Ecuménico se reunió en Lyon, comenzando el 1 de mayo de 1274, con el propósito de buscar la reconciliación con la Iglesia ortodoxa y finalizar con el Cisma de Oriente, la condición de Tierra Santa por medio de la preparación de una nueva cruzada y donaciones de un diezmo de todas las iglesias para ello, establecimiento de medidas para acabar con los abusos en la iglesia y la regulación de las elecciones papales. Evidentemente, los intereses del Papa respecto al concilio eran de naturaleza disciplinaria, no doctrinal.
Respecto a la reconciliación con los ortodoxos, se logró una unión transitoria, al aceptar los representantes griegos el primado de Roma y la cláusula Filioque y los representantes romanos el que los griegos pudieran seguir usando el credo usual en Oriente y sus propios ritos.
En relación con la financiación de la cruzada, Gregorio impuso a todos los clérigos un impuesto de seis años al 10% de sus ingresos. Este fue un aumento considerable en la tasa impositiva, que, en ocasiones anteriores, había sido durante tres años, a una tasa del 5%. Se establecieron 26 distritos fiscales permanentes, cada uno con un recaudador y un subrecaudador.
Por otra parte, consciente de los escándalos relacionados con el cónclave de Viterbo que lo había elegido, al darse cuenta de que se necesitaban controles más estrictos sobre todo el proceso de elección, produjo el documento Ubi periculum que, posteriormente, fue ratificado concilio el 16 de julio de 1274 e incorporado al Código de Derecho Canónico. Se buscaba determinar la ciudad de reunión del cónclave (en el lugar donde residía el papa y su curia a su muerte, o en una ciudad apropiada si la muerte ocurría en una localidad rural), la fecha en que ocurriría (no menos de diez días luego de la muerte del Papa), que solo podrían votar los cardenales presentes en la reunión, que cualquier persona es elegible para el puesto, que al décimo día debían encerrarse para elegir al Papa (con indicaciones del lugar y habitaciones de los electores, además de la seguridad de este), que pueden participar cardenales que no hubiesen llegado el día del inicio de la elección, que se les iría retirando la comida a medida que pasaran los días, que nadie podría participar de sobornos o compromisos, el mínimo de dos tercios de votos para ser electo y el cese de las magistraturas eclesiales principales, excepto del Camarlengo y los penitenciarios mayores y menores.

### Pensamiento y diplomacia

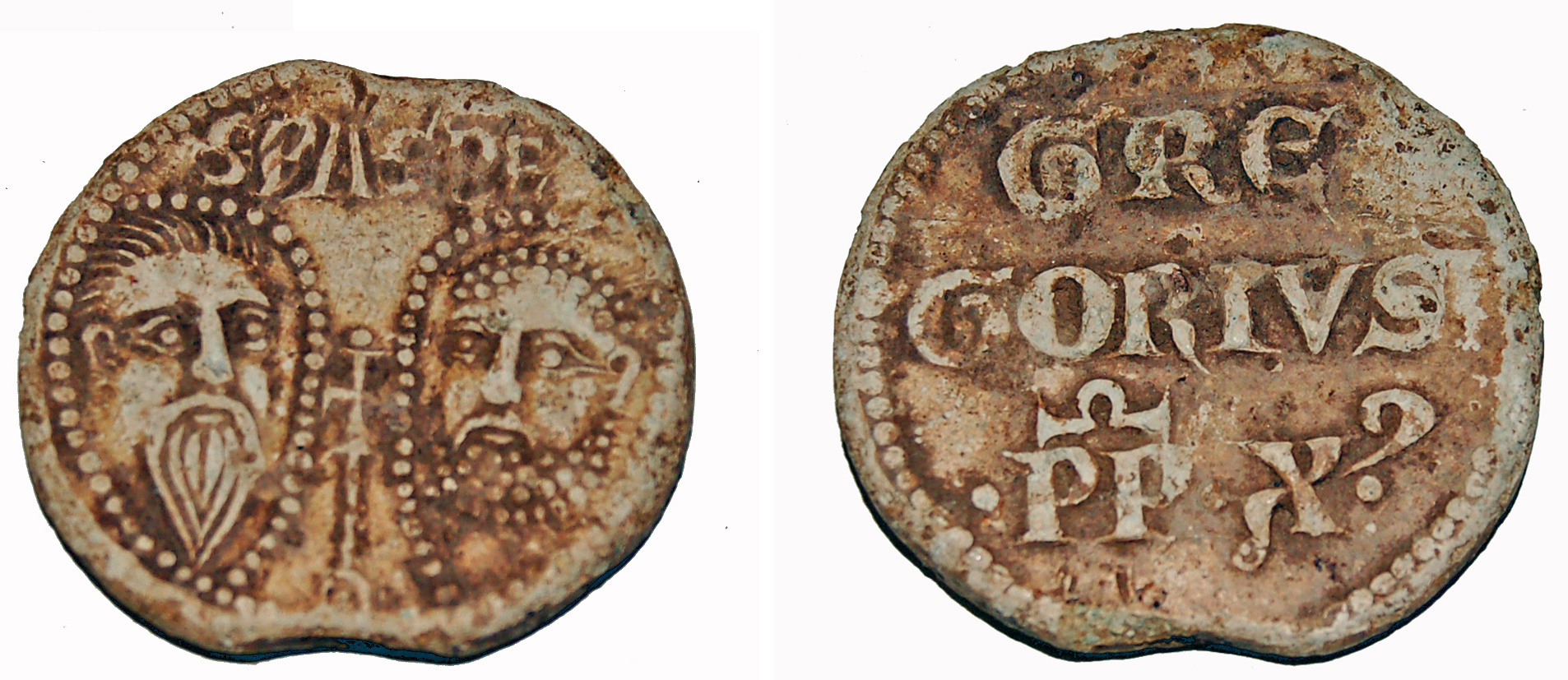
Sello papal de Gregorio X. Hecho de plomo, con las figuras de San Pablo y San Pedro en su anverso y su nombre (GREGORIVS PP X) en latín en el reverso; fue utilizado por Gregorio para autentificar sus documentos pontificios y bulas oficiales.

En algún momento durante su reinado como papa, Gregorio escribió una carta contra los cargos de "libelo de sangre" y la persecución contra los judíos.
El primer documento que menciona al Papa utilizando sotana blanca es de 1274, según un artículo de L'Osservatore Romano.
En 1273, Gregorio apoyó la elección de Rodolfo I de Habsburgo, poniendo fin a la situación que vivía el Sacro Imperio Romano Germánico desde 1257, cuando los electores imperiales no lograron decidirse sobre ninguno de los dos candidatos, Alfonso X el Sabio y Ricardo de Cornualles, por lo que el trono imperial permaneció vacante.
Además de apoyar la diplomacia con el Imperio chino, Gregorio buscó establecer relaciones con Abaqa Kan, líder del Ilkanato mongol. Este último envío una delegación con más de una docena de miembros al Concilio de Lyon, donde se hicieron planes para una posible cooperación militar entre los mongoles y los europeos. Después del concilio, Abaqa envió otra embajada, dirigida por los hermanos georgianos Vassali, para notificar a los líderes occidentales sobre los preparativos militares. Gregorio respondió que sus legados acompañarían a la cruzada y que se encargarían de coordinar las operaciones militares con Abaqa.. Sin embargo, estos proyectos para una nueva cruzada se detuvieron esencialmente con la temprana muerte de Gregorio en 1276. El dinero que se había ahorrado para financiar la expedición se distribuyó en Italia.

### Beatificaciones y canonizaciones
A lo largo de su pontificado, Gregorio X solo canonizó a una persona: confirmó el culto, en septiembre de 1273, de Franca de Piacenza, monja cisterciense de Piacenza, autoritaria y dada a formas extremas de automortificación, quien construyó su propio convento, sobre el cual gobernó como abadesa.
Comenzó la causa de canonización del rey Luis IX de Francia en 1272, un acto que otorgó al rey, muerto en agosto de 1270, el título de «Siervo de Dios». A esto se sumó la beatificación de Luchesius Modestini en 1274 con la confirmación de su culto.

## Últimos días y muerte

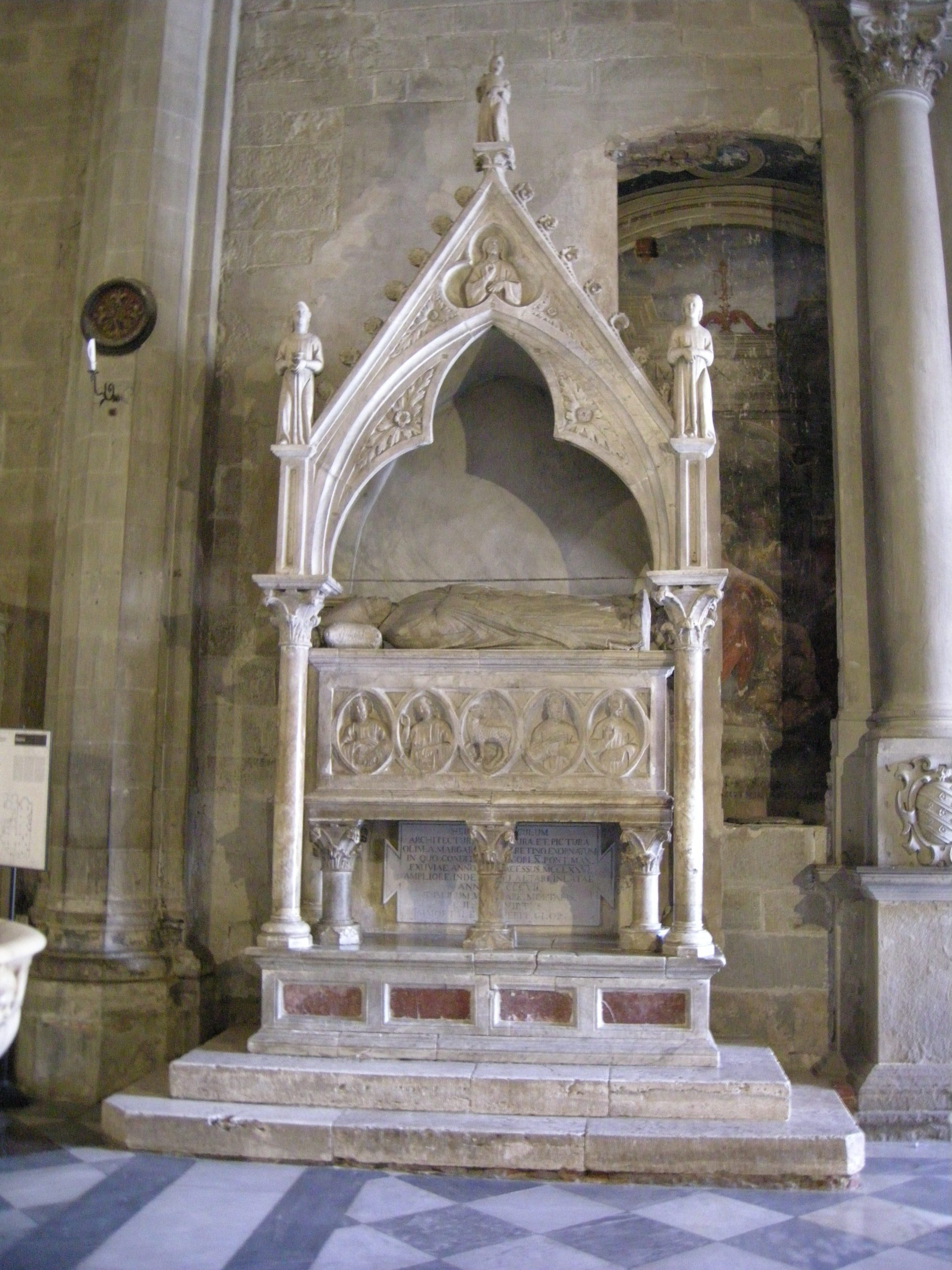
Tumba del papa Gregorio X, catedral de San Donato, Arezzo.

La salud de Gregorio había empeorado luego de abandonar Lyon en abril de 1275. Sufría una hernia, por lo que se vio obligado a detenerse con frecuencia en el camino de regreso a Roma. Partió de Vienne poco después del 30 de septiembre y llegó a Lausana el 6 de octubre. Allí, se reunió con el emperador electo Rodolfo, rey de los romanos, y el 20 de octubre recibió su juramento de fidelidad. El martes 12 de noviembre  estaba en Milán, el 5 de diciembre llegó a Reggio Emilia y 11 de diciembre estaba en Bolonia. Un aumento severo de su temperatura y la presencia de la hernia lo obligaron a detenerse en Arezzo a tiempo para la Navidad de 1275. Su condición empeoró rápidamente allí, muriendo el 10 de enero de 1276 y siendo enterrado dentro de la Catedral de Arezzo.
Fue sucedido por el dominico Pedro de Tarantaise como Inocencio V, uno de sus colaboradores cercanos a lo largo de su pontificado.

## Culto y representaciones
El papa Clemente XI beatificó a Gregorio en 1713, y fue nombrado patrón de la diócesis de Arezzo y de los terciarios franciscanos. Su causa de canonización se reanudó en 1944 bajo el papa Pío XII y permanece abierta, con el requisito de un milagro atribuido a su intercesión necesaria para su canonización.
Gregorio ha sido representado dos veces en televisión: en la miniserie Marco Polo (1982) de RAI, en la que es interpretado por el actor estadounidense Burt Lancaster; y en la serie Marco Polo (2014) de Netflix, representado por el actor irlandés Gabriel Byrne.